# Baltzar Pohl
Baltzar Pohl, död 21 april 1741, var en svensk silversmed. Han var son till Michel Pohl den äldre.
Baltzar Pohl inskrevs som lärling hos D. Regensdorff 1687 och utskrevs 1691. Från 1701 var han guldsmedsmästare i Stockholm, och från 1721 bisittare i guldsmedsskrået. Hans änka Margareta Harper fortsatte att driva verkstaden fram till 1758.